# Pristoceraea albigutta
Pristoceraea albigutta är en fjärilsart som beskrevs av Karsch 1895. Pristoceraea albigutta ingår i släktet Pristoceraea och familjen nattflyn. Inga underarter finns listade i Catalogue of Life.